# Las Estacas
Las Estacas ist eine Parroquia und ein Ort in der Gemeinde Belmonte de Miranda der Autonomen Region Asturien im Norden Spaniens.
Die 64 Einwohner (2011) leben auf einer Fläche von 14,15 km². Belmonte, der Verwaltungssitz der Gemeinde, ist über die „AS-310“ in 11,20 km zu erreichen.

## Dörfer und Weiler
| Name        | Asturisch | Einwohner 2011 | Koordinaten                 |
| ----------- | --------- | -------------- | --------------------------- |
| Valbona     | Balbona   | 33             | 43° 16′ 17″ N, 6° 16′ 22″ W |
| Carricedo   | Carriceu  | 8              | 43° 17′ 2″ N, 6° 15′ 52″ W  |
| Las Estacas |           | 21             | 43° 16′ 38″ N, 6° 16′ 19″ W |
| Acicorbu    |           | 2              |                             |

## Sehenswürdigkeiten
- Pfarrkirche